# Gu Shan

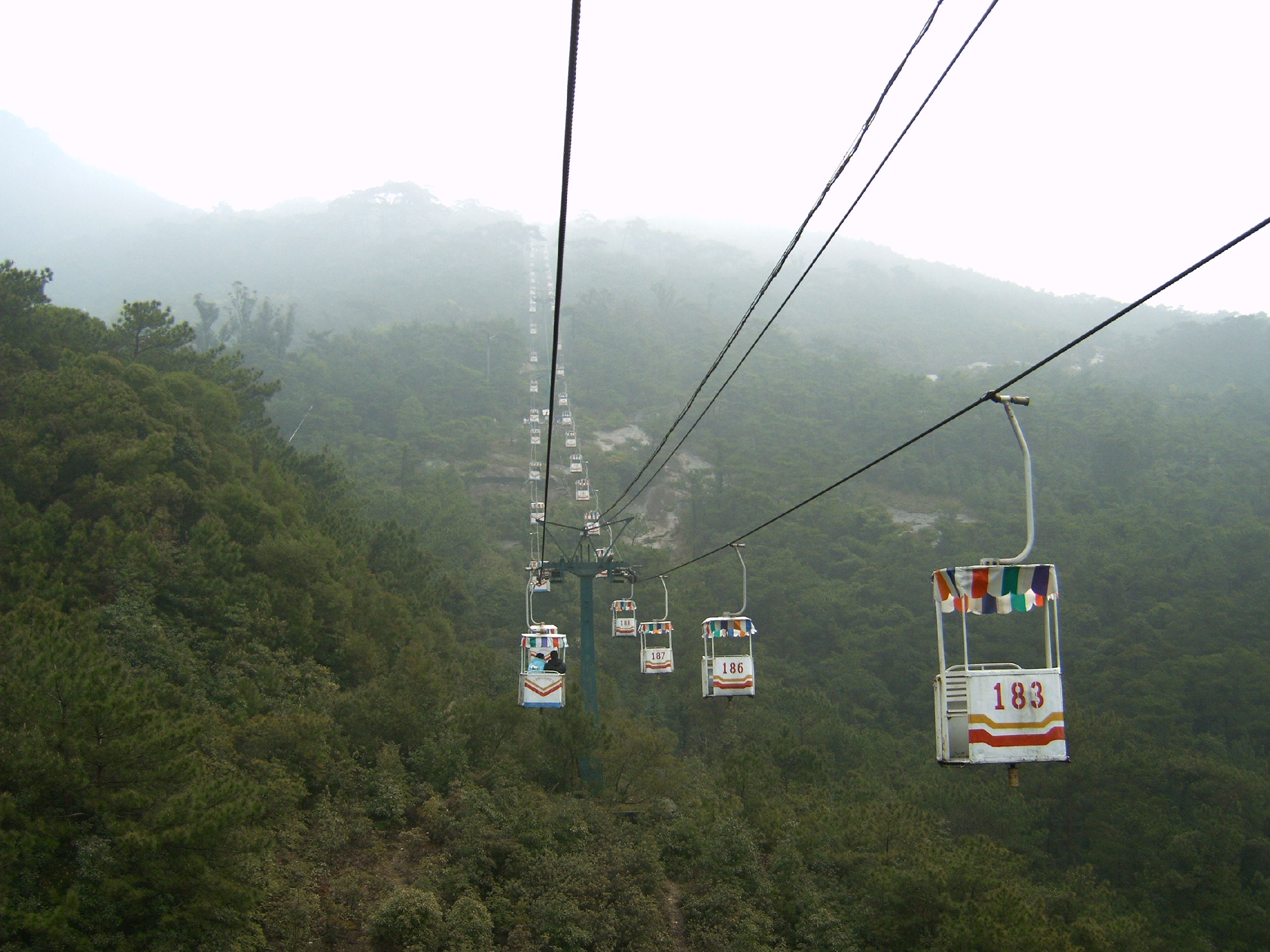
Seilbahn am Gu Shan in China

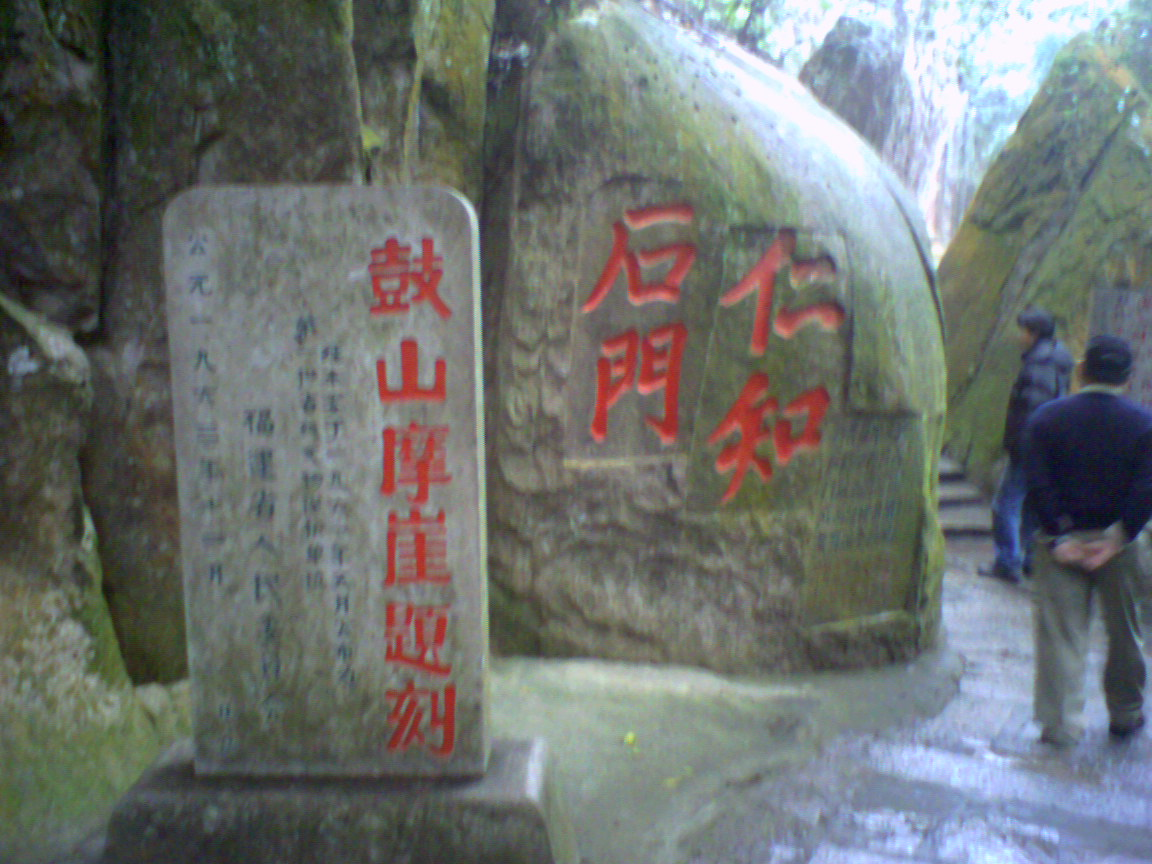
Schriftzeichen im Fels

Buddhistische Kultstätte

Der Gu Shan (chinesisch 鼓山, Pinyin Gǔ shān – „Trommelberg“) zählt zu den bedeutendsten touristischen Orten der Stadt Fuzhou (Provinz Fujian, im Südosten Chinas). Hier finden sich 18 zumeist religionshistorische Sehenswürdigkeiten (z. B. Kloster, Tempel, in Fels gehauene Schriftzeichen u. v. m.), deren Zutritt kostenpflichtig ist. Seinen Namen hat der Gu Shan aufgrund eines Felsens, der bei Regen trommelähnliche Geräusche erzeugt.
Mit seiner Höhe von 969 Metern bietet der Gu Shan einerseits einen guten Überblick über die Millionenstadt. In alle anderen Richtungen erhält der Besucher einen Panorama-Ausblick auf die ungestörte Natur einer subtropisch bewaldeten Hügellandschaft.
Der Gipfel ist auf drei Verkehrswegen zu erreichen. Schon vor Jahrhunderten wurde ein Netz aus Fußwegen und in Fels gemeißelten Stufen errichtet, das heute noch zu großen Teilen begehbar ist. Über eine asphaltierte Straße ist der Berg mittlerweile auch Kraftfahrzeugen zugänglich gemacht. Außerdem ist eine Gondelbahn eingerichtet worden.
Der Gu Shan wird sehr viel von den Einwohnern Fuzhous besucht. Diese finden hier Erholung abseits der verschmutzten Stadtluft und betätigen sich sportlich durch Klettern und Spazierengehen.